# Fiumei repülőtér
A Fiumei repülőtér (IATA: RJK, ICAO: LDRI) Horvátország egyik nemzetközi repülőtere, ami Fiumét szolgálja ki. Krk szigetén, Omišalj közelében található. Éves utasforgalma 164 086 fő (2022).

## Futópályák
A repülőtér futópályái:
- 14/32 (2500 m, 45 m, aszfalt)

## Forgalom
Az utasforgalom az elmúlt években az alábbi módon változott:
| Utasok száma | 41 498 | 118 244 | 160 862 | 110 208 | 78 890 | 103 433 | 160 000 | 183 606 | 27 680 | 164 086 |
|              | 2003   | 2005    | 2007    | 2009    | 2011   | 2014    | 2016    | 2018    | 2020   | 2022    |

## Légitársaságok és úticélok
| Légitársaság        | Célállomások                                                                 |
| ------------------- | ---------------------------------------------------------------------------- |
| airBaltic           | Szezonális: Riga                                                             |
| Arkia               | Szezonális: Tel Aviv                                                         |
| Bulgaria Air        | Szezonális charter: Szófia                                                   |
| Croatia Airlines    | München                                                                      |
| Enter Air           | Szezonális charter: Varsó-Chopin                                             |
| Eurowings           | Düsseldorf Szezonális: Berlin–Tegel, Köln/Bonn, Hamburg, Hannover, Stuttgart |
| Great Dane Airlines | Szezonális charter: Koppenhága (2020. szeptember 10-től)                     |
| LOT                 | Szezonális: Varsó-Chopin (2020. június 21-től)                               |
| Lufthansa           | Szezonális: München                                                          |
| Ryanair             | Szezonális: Frankfurt–Hahn, London–Stansted                                  |
| Trade Air           | Dubrovnik, Eszék, Split                                                      |
| Transavia           | Szezonális: Eindhoven                                                        |
| TUI Airways         | Szezonális: London–Gatwick                                                   |